# Тур Никифор
Тур Никифор (? — 1599) — Києво-Печерський архімандрит.

## Біографія
Народився в шляхетській родині. В 1593–99 рр. був Києво-Печерським архімандритом, замінивши на цій посаді Мелетія Хребтовича. Вже 1593 року наказав провести опис нерухомого майна лаври через постійні конфлікти та суперечки з магнатами, шляхтою та урядниками.
На Берестейському церковному соборі 1596 виступав проти ієрархів, що поєдналися з Римом. Його заходами Києво-печерський монастир не перейшов на унію (всупереч натискам греко-католицького митрополита Михайла Рогози, який у цьому мав підтримку польського короля) і зберіг монастирські маєтки. Того ж року за повелінням константинопольського патріарха Ієремії Києво-Печерський монастир набув офіційного статусу лаври.
Новим архимандритом було обрано Єлисея Плетенецького.